# The Tales of Beatrix Potter
Pour plus de détails, voir Fiche technique et Distribution.
The Tales of Beatrix Potter est un film britannique réalisé par Reginald Mills et chorégraphié par Frederick Ashton, sorti en 1971. Le film est basé sur les histoires de Beatrix Potter. 

## Fiche technique
- Titre : The Tales of Beatrix Potter
- Réalisation : Reginald Mills
- Scénario : Christine Edzard et Richard B. Goodwin, d'après les histoires de Beatrix Potter
- Pays de production : Royaume-Uni
- Format : couleurs - mono
- Genre : film pour enfants
- Durée : 90 minutes
- Date de sortie : 1971

## Distribution
- Birmingham Royal Ballet :
  - Frederick Ashton : Mrs. Tiggy-Winkle
  - Alexander Grant : Pigling Bland / Peter Rabbit
  - Wayne Sleep : l'écureuil Nutkin / Tom Thumb
  - Lesley Collier : Hunca Munca
  - Michael Coleman : Jeremy Fisher

## Récompense
- National Board of Review: Top Ten Films 1971